# Green Flash (노래)
〈Green Flash〉(그린 플래시)는 AKB48의 39번째 싱글이다.

## 개요
전작 〈희망적 리프레인〉으로부터 약 4개월 만의 싱글이다.
캐치프레이즈는, 〈행복이란 뭘까?〉.

## 수록곡

### Type-A
자켓 사진 (표지):카시와기 유키·코지마 하루나·마츠이 쥬리나·미야와키 사쿠라
CD
1. Green Flash
(작사: 아키모토 야스시 / 작곡: Carlos K. / 편곡: 사사키 히로시)
2. マジすかFight / 마지스카 Fight
(작사: 아키모토 야스시 / 작곡: 이노우에 토모노리 / 편곡: 쿠시타 마인)
3. 春の光 近づいた夏 / 봄의 빛 다가온 여름 - AKB48
(작사: 아키모토 야스시 / 작곡: Amber / 편곡: 요 케이고)
4. Green Flash off vocal ver.
5. マジすかFight off vocal ver.
6. 春の光 近づいた夏 off vocal ver.

DVD
1. Green Flash Music Video
2. マジすかFight Music Video
3. 春の光 近づいた夏 Music Video

### Type-S
자켓 사진 (표지):타카하시 미나미·야마모토 사야카·시마자키 하루카·카와에이 리나
CD
1. Green Flash
2. ヤンキーロック / 양키 록
(작사: 아키모토 야스시 / 작곡: chalaza / 편곡: 노나카 “마사” 유이치)
3. 世界が泣いてるなら / 세계가 울고 있다면 - SKE48
(작사: 아키모토 야스시 / 작곡: 카와시마 유마 / 편곡: 노나카 “마사” 유이치)
4. Green Flash off vocal ver.
5. ヤンキーロック off vocal ver.
6. 世界が泣いてるなら off vocal ver.

DVD
1. Green Flash Music Video
2. ヤンキーロック Music Video
3. 世界が泣いてるなら Music Video

### Type-N
자켓 사진 (표지):사시하라 리노·요코야마 유이·키자키 유리아·이코마 리나
CD
1. Green Flash
2. 履物と傘の物語 / 신발과 우산 이야기
(작사: 아키모토 야스시 / 작곡·편곡: 카타기리 슈타로)
3. パンキッシュ / 펑키시 - NMB48
(작사: 아키모토 야스시 / 작곡·편곡: 니시지마 마미, 리키마루 타케루)
4. Green Flash off vocal ver.
5. 履物と傘の物語 off vocal ver.
6. パンキッシュ off vocal ver.

DVD
1. Green Flash Music Video
2. 履物と傘の物語 Music Video
3. パンキッシュ Music Video

### Type-H
자켓 사진 (표지):와타나베 마유·마츠이 레나·이리야마 안나·코지마 마코
CD
1. Green Flash
2. 挨拶から始めよう / 인사부터 시작하자 - 팀8
(작사: 아키모토 야스시 / 작곡·편곡: 키무라 유키)
3. 大人列車 / 어른 열차 - HKT48
(작사: 아키모토 야스시 / 작곡: 토야마 다이스케 / 편곡: 노나카 “마사” 유이치)
4. Green Flash off vocal ver.
5. 挨拶から始めよう off vocal ver.
6. 大人列車 off vocal ver.

DVD
1. Green Flash Music Video
2. 挨拶から始めよう Music Video
3. 大人列車 Music Video

### 극장반
자켓 사진 (표지):카시와기 유키·코지마 하루나
CD
1. Green Flash
2. 履物と傘の物語 / 신발과 우산 이야기
3. 初恋のおしべ / 첫사랑의 수술꽃 - 텐토우무Chu! & 카부토무Chu!
(작사: 아키모토 야스시 / 작곡: NaO, MATCH / 편곡: 와카타베 마코토)
4. Green Flash off vocal ver.
5. 履物と傘の物語 off vocal ver.
6. 初恋のおしべ off vocal ver.

## 선발 멤버

### Green Flash
(센터:카시와기 유키, 코지마 하루나)
- 이코마 리나, 이리야마 안나, 카시와기 유키, 카와에이 리나, 키자키 유리아, 코지마 하루나, 코지마 마코, 사시하라 리노, 시마자키 하루카, 타카하시 미나미, 마츠이 쥬리나, 마츠이 레나, 미야와키 사쿠라, 야마모토 사야카, 요코야마 유이, 와타나베 마유

### 마지스카 Fight
(센터:시마자키 하루카, 미야와키 사쿠라)
- 이리야마 안나, 카와에이 리나, 키자키 유리아, 시마자키 하루카, 타카하시 미나미, 미야와키 사쿠라, 야마모토 사야카, 요코야마 유이, 와타나베 미유키

### 봄의 빛 다가온 여름
〈AKB48〉 명의
(센터:와타나베 마유)
- 이리야마 안나, 오오와다 나나, 카시와기 유키, 카토 레나, 카와에이 리나, 카와모토 사야, 키자키 유리아, 키타하라 리에, 코지마 하루나, 코지마 마코, 시마자키 하루카, 타카하시 미나미, 미네기시 미나미, 무카이치 미온, 요코야마 유이, 와타나베 마유

### 양키 록
(센터:오오와다 나나, 코지마 마코)
- 우치야마 나츠키, 오오시마 료카, 오오와다 나나, 카토 레나, 코지마 마코, 시로마 미루, 스다 아카리, 타카하시 쥬리, 타니 마리카, 마츠무라 카오리, 무카이치 미온, 야구라 후코

### 세계가 울고 있다면
〈SKE48〉 명의
(센터:마츠이 레나)
- 아즈마 리온, 에고 유나, 오오바 미나, 키타가와 료하, 키모토 카논, 사토 스미레, 시바타 아야, 스다 아카리, 타카야나기 아카네, 타니 마리카, 후루카와 아이리, 후루하타 나오, 마츠이 쥬리나, 마츠이 레나, 미야자와 사에, 미야마에 아미

### 신발과 우산 이야기
(센터:코지마 하루나, 타카하시 미나미)
- 카시와기 유키, 코지마 하루나, 사시하라 리노, 시마자키 하루카, 타카하시 미나미, 마츠이 쥬리나, 요코야마 유이, 와타나베 마유

### 펑키시
〈NMB48〉 명의
(센터:야마모토 사야카)
- 이치카와 미오리, 우메다 아야카, 카토 유카, 코타니 리호, 시부야 나기사, 죠니시 케이, 시로마 미루, 타니가와 아이리, 후지에 레이나, 무라세 사에, 야구라 후코, 야부시타 슈, 야마다 나나, 야마모토 사야카, 요시다 아카리, 와타나베 미유키

### 인사부터 시작하자
〈Team 8〉 명의
(센터:나카노 이쿠미)
- 아베 메이, 이와사키 모에카, 오다 나오, 오카베 린, 오쿠보라 치나츠, 오구리 유이, 오다 에리나, 키타 레이나, 교텐 유리나, 쿠라노오 나루미, 콘도 모에리, 사카구치 나기사, 사토 아카리, 사토 시오리, 사토 나나미, 시타오 미우, 시미즈 마리아, 시모아오키 카린, 타카오카 카오루, 타카하시 아카네, 타니 유리, 타니카와 히지리, 쵸 쿠레나, 나카노 이쿠미, 나가노 세리카, 하시모토 하루나, 핫토리 유나, 하마 사유나, 하마나츠 리오나, 하야사카 츠무기, 히다리토모 아야카, 히토미 코토네, 히로세 나츠키, 후쿠치 레나, 후지무라 나츠키, 혼다 히토미, 미야자토 리라, 모기 카스미, 모리와키 유이, 야구치 모카, 야마다 나나미, 야마모토 아이, 야마모토 루카, 요코미치 유리, 요코야마 유이, 요시카와 나나세, 요시노 미유

### 어른 열차
〈HKT48〉 명의
(센터:미야와키 사쿠라)
- 아키요시 유카, 아나이 치히로, 오오타 아이카, 코다마 하루카, 코마다 히로카, 사카구치 리코, 사시하라 리노, 타시마 메루, 타나카 미쿠, 토미요시 아스카, 토모나가 미오, 마츠오카 나츠미, 미야와키 사쿠라, 모토무라 아오이, 모리야스 마도카, 야부키 나코

### 첫사랑의 수술꽃
〈텐토우무Chu! & 카부토무Chu!〉 명의
- 텐토우무Chu!:니시노 미키, 오카다 나나, 키타가와 료하, 코지마 마코, 시부야 나기사, 타시마 메루, 토모나가 미오
- 카부토무Chu!:우치야마 나츠키, 하시모토 히카리, 마에다 미츠키

## 발매일
| 국가     | 날짜             | 포맷                    | 레이블                           |
| -------- | ---------------- | ----------------------- | -------------------------------- |
| 일본     | 2015년 3월 4일   | CD+DVD, CD, 디지털 음원 | You, Be Cool!                    |
| 대한민국 | 2018년 11월 23일 | 디지털 음원             | 지니 뮤직, 스톤뮤직 엔터테인먼트 |